# I Prevail
Az I Prevail amerikai metalcore együttes 2013-ban alakult a Michigan állambeli Rochester Hills-ben. 2014-ben adták ki bemutatkozó anyagukat, a Heart vs. Mind mini-albumot, amelyről a Blank Space című Taylor Swift-dal metálosított feldolgozása kislemezen is megjelent és rögtön hatalmas ismertséget szerzett a zenekarnak. A kislemez több mint 1 millió példányban kelt el az Egyesült Államokban és ezzel platina minősítést kapott. Az I Prevail azóta két nagylemezt adott ki: Lifelines (2016), Trauma (2019). Utóbbit Grammy-díjra jelölték a "Best Rock Album" kategóriában, az album Bow Down című számát pedig a "Best Metal Performance" kategóriában jelölték Grammy-re.

## Tagok
Jelenlegi felállás
- Eric Vanlerberghe – üvöltés (2013–napjainkig), tiszta ének (2016–napjainkig)
- Jon Eberhard - Basszusgitár, billentyűk, ütőhangszerek, háttér vokál (2025-napjainking)
- Steve Menoian – szólógitár (2013–napjainkig), basszusgitár (2014–2015, 2017–napjainkig; csak stúdiófelvételen)
- Dylan Bowman – ritmusgitár, vokál (2015–napjainkig)
- Gabe Helguera – dobok (2017–napjainkig, turnén: 2017-2019)

Korábbi tagok
- Brian Burkheiser – tiszta ének (2013–2025)

- Jordan Berger – ritmusgitár, vokál (2013–2015)
- Tony Camposeo – basszusgitár (2014–2016)
- Lee Runestad – dobok (2013–2017)

Kisegítő zenészek
- Eli Clark – basszusgitár (turnén: 2016–2019)

## Diszkográfia
- Heart vs. Mind (EP, 2014)
- Lifelines (2016)
- Trauma (2019)
- TRUE POWER (2022)